# Malínovka (Vorónej)
Malínovka (en rus: Малиновка) és un poble (un possiólok) de l'óblast de Vorónej, a Rússia, segons el cens del 2010 tenia 153 habitants.